# Acid tricloroacetic
Acidul tricloroacetic (TCA) este un compus organic cu formula chimică Cl3CCOOH. A fost descoperit de Jean-Baptiste Dumas. 
Sarea sa sodică era utilizată ca erbicid începând cu anii 1950, însă utilizarea sa a fost oprită începând cu sfârșitul anilor 1980.
Se poate descompune în cloroform și dioxid de carbon la fierberea unei soluții apoase a sa.

## Obținere
Acidul tricloroacetic este obținut în urma reacției dintre clor și acid acetic la lumină sau  eventual în prezența unui catalizator potrivit, de exemplu fosfor roșu:
{\displaystyle {\ce {CH3COOH + 3Cl2 -> CCl3COOH +3HCl}}}
Se mai poate aplica oxidarea tricloroacetaldehidei (cloral) cu acid azotic.